# Charlotta Öberg
Maria Charlotta Öberg, känd som Lotta Öberg, född 1818 i Stockholm, död där 21 juni 1856, var en svensk poet.
Öberg var dotter till en timmerman och en städerska i Stockholm. Hon kunde hon inte arbeta hårt på grund av sin dåliga hälsa. Hon utbildade sig genom att läsa en grannpojkes skolböcker. Hennes dikter lästes för första gången upp på en fest hos en rik kvinna, där hennes mor arbetade. Hon sattes då i pension av greve af Wetterstedt, förmodligen akademiledamoten Gustaf af Wetterstedt, där hon fick en bra utbildning. Hennes karriär understöddes sedan av rika människor.      
Hon utgav åren 1834–1841 publikationen Lyriska dikter, som gavs följande omdöme: "De vittna om en djup och varm känsla, som på ett enkelt, oskuldsfullt och rörande sätt återklingar af de stora skaldernas toner, af hvilka hon inspirerades."